# Cevallia
Cevallia, monotipski biljni rod porodice Loasaceae, dio reda Cornales. Raširen po jugozapadu SAD–a i sjeveru Meksika. Jedina vrsta je C. sinuata, grm koji naraste do jednog metra visine.
Karakteristika su joj debeli bodljikavi listovi i žuti cvjetovi koji procvjetaju uglavnom noću. I Listovi i stabljike su dlakavi. Vernakularni naziv joj je stinging serpent.